# Лемеза (река)
Лемеза́ (баш. МФА: Ләмәҙо файле) — река на Южном Урале, левый приток реки Сим. Протекает по территории Катав-Ивановского района Челябинской области, Белорецкого, Архангельского, Иглинского районов Башкортостана. Высота устья — 105 м над уровнем моря. Уклон реки — 3,34 м/км.

## Этимология названия
По одной из версий, гидроним Лемеза образована от башкирского «ләм» — «илистый». Гипотеза выглядит вполне правдоподобной, учитывая тот факт, что камни, лежащие на дне реки, покрыты определенными видами водорослей, что делает их достаточно скользкими. Есть версия, выводящая название реки из старого мужского башкирского имени Лемаз. Альтернативное толкование названия реки — от башкирского микроэтнонима «лямеас», составляющей названия лямес-трухменского родового подразделения в составе кудейского рода минского племенного объединения. Среди местных башкир, в частности в селе Верхние Лемезы, бытует альтернативное название реки Турухма́н, Трухма́н, Туркме́н.

## География
Длина реки — 119 км, площадь бассейна — 1900 тыс. км².
Исток находится в заболоченной долине между хребтами Амшар и Сухие горы, на высоте 500 м над уровнем моря. Течёт с юго-востока на северо-запад. Впадает в Сим в 76 км от его собственного устья.
Питание реки в основном снеговое. Замерзает в середине ноября — начале декабря. Вскрывается в середине апреля. Пик паводка проходит в конце апреля — начале мая. От истока до деревни Верхние Лемезы Лемеза имеет характер горной реки. Ниже и до устья — равнинной. Крупные притоки: справа — Бедярыш, Кысык, Икинь; слева — Поперечный и Бердяш.

## Флора и фауна
В верхнем и среднем течении Лемеза протекает среди гор Южного Урала, в нижнем течении по равнине. От того растительность по берегам меняется от темнохвойных и сосновых лесов (сосна, ель, пихта) к смешанным, куда добавляется липа, вяз. В нижнем течении смешанный лес сменяется в основном зарослями липы.
Окунь, плотва обыкновенная, щука, голавль, налим, пескарь, хариус, таймень (практически не осталось), елец.

## Притоки
- 29 км: Новь
- 46 км: Икинь
- 61 км: Атыш
- 63 км: Бердяш
- 71 км: Илыу
- 73 км: Кысык
- 94 км: Бедярыш
- 104 км: Саля
- 106 км: Большой Телемез

## Населённые пункты
Поселения, стоящие на Лемезе: Нижние Лемезы, Верхние Лемезы, †Березники, Искушта, Лемеза.

## Туризм
В большую воду Лемеза доступна для сплава от устья реки Бедярыш. Многие туристы предпочитают начинать сплав от деревни Искушта, ниже которой находятся два порога Кабанташ и Чёрная речка. Как правило, туристы-водники включают Лемезу в рамки комплексного прохождения нескольких рек для набора категории водного похода, объединив её с прохождением рек Большого и Малого Инзеров.

## Данные водного реестра
По данным государственного водного реестра России относится к Камскому бассейновому округу, водохозяйственный участок реки — Сим от истока и до устья, речной подбассейн реки — Белая. Речной бассейн реки — Кама.